# Onthophagus pleurogonus
Onthophagus pleurogonus là một loài bọ cánh cứng trong họ Bọ hung (Scarabaeidae).